# Ventilacija
Zadaća ventilacije u zgradama je stalna zamjena onečišćenog zraka iz prostorije, svježim zrakom iz slobodne atmosfere radi održavanja potrebnih higijenskih uvjeta neophodnih za zdrav i ugodan boravak ljudi. Uloga ventilacije je također zagrijavanje zraka ako je potrebno, odstranjivanje suvišne vlage i štetnih plinova iz prostora, te rashlađivanje zraka u ljetnom razdoblju. Za ugodno stanovanje i očuvanje zdravlja i pune radne sposobnosti osoba, važne su sljedeće preporuke:
- temperatura zraka zimi u stambenim bi prostorijama trebala bit 21 ± 1 °C. Ljeti su ugodne temperature između 24 i 26 °C;
- odstupanja srednje temperature obodnih površina (zidovi) od temperature zraka, ne smije iznositi više od 2 do 3 °C;
- zimi je udobna relativna vlažnost zraka od 40% do 50%, a ljeti 50 ± 5%. Vrijednosti ispod 30% medicinski su nepoželjne, jer imaju za posljedicu isušivanje dišnih puteva;
- brzina strujanja zraka u zoni boravka osoba trebala bi biti od 0,1 do 0,3 m/s.

Ventilaciju možemo podijeliti na:
- prirodnu ventilaciju,
- mehaničku ventilaciju.

## Prirodna ventilacija
Prirodna ventilacija podrazumijeva izmjenu zraka u prostoriji bez korištenja ventilatora, to jest iskorištava prirodne zakone pri izmjeni zraka u nekoj zatvorenoj prostoriji. Zrak u zatvorenoj prostoriji se izmjenjuje zbog efekta dimnjaka (uzrok strujanja). Efekt dimnjaka je pojava koja uzrokuje strujanje toplijeg zraka kroz zgradu prema gore zbog razlike u temperaturi, tj razlike gustoća toplijeg i hladnijeg zraka. Ona se odvija putem infiltracije zraka kroz zazore prozora i vrata, te zidova, otvaranjem prozora i vrata te izmjenom zraka kroz ventilacijske kanale.
Prednosti ovakvog tipa ventilacije su mali investicijski troškovi, jednostavno održavanje, jeftina pogonska energija, mala brzina strujanja zraka, niska razina buke i smanjenje emisija stakleničkih plinova.
Nedostaci su slaba učinkovitost, slaba mogućnost upravljanja te ovisnost o vremenskim uvjetima.

### Infiltracija kroz zazore
Infiltracija kroz zazore podrazumijeva prodor zraka kroz zazore na prozorima i vratima te malenim dijelom kroz vanjske zidove. Prodor svježeg zraka u prostoriju procesom infiltracije ovisi o veličini zazora na vanjskim prozorima i vratima. Uvjet za ovakvu izmjenu je razlika tlaka između unutarnjeg i vanjskog zraka kao posljedica razlike temperature i energije vjetra. Zimi je u stambenim prostorijama broj izmjena zraka od 0,3 do 0,8 h-1. Noviji prozori koji imaju manji koeficijent prijelaza topline često imaju izmjenu zraka samo 0,1 h-1 pa prostorije koje imaju takve prozore ili bi trebale otvarati prozore ili koristiti mehaničku ventilaciju. Minimalni broj izmjena zraka u jednom satu u stambenoj prostoriji ne smije biti manji od 0,5 h-1. Ovakav tip ventilacije nije dovoljan i treba se koristiti u kombinaciji s otvaranjem prozora i vrata.

### Otvaranjem prozora i vrata
Otvaranjem prozora i vrata postiže se najintenzivnija izmjena zraka u prostoriji. Ona ovisio o brzini vjetra, razlici između temperatura unutarnjeg i vanjskog zraka, vrsti prozora i roleta te rasporedu prozora u zgradi. Približan broj izmjena zraka koji se može postići u uporabi pri zatvorenom prozoru i balkonskim vratima, te pri različitim položajima krila prozora i prozorskih roleta prikazani su u tablici. Većina ljudi prozračuje svoje prostorije otvaranjem prozora pri čemu se razlikuje dugotrajno i kratkotrajno prozračivanje. Treba imati na umu da je kratko prozračivanje potpunim otvaranjem krila prozora i balkonskih vrata osobito s aspekta zaštite od prehlade i uštede toplinske energije za grijanje, bolje od trajnog prozračivanja kroz poluotvorena krila vrata ili prozora. U jednakim vremenskim intervalima na primjer svakih sat vremena otvorim prozor na 5 do 10 minuta i time izmijenimo kompletnu količinu staroga zraka. Na slici su prikazani načini i vremenski period potreban da se cijeli zrak u prostoriji izmjeni.

### Prirodna ventilacija kroz kanale
Prirodna ventilacija kroz kanale znači izmjenu zraka u prostoriji bez prozora kroz vertikalne zidane ventilacijske kanale koji se izvode od pripadajuće prostorije do iznad krova zgrade. Pri tome treba imati na umu da ovakav tip ventilacije funkcionira ispravno samo ako je osigurano stalno dovođenje svježeg zraka u odgovarajućim količinama. Zrak se dovodi kroz otvor na zidu ili dnu krila vrata a odvodi iz prostorije kroz otvor ispod stropa s priključkom na ventilacijski kanal. Da bi se mogla regulirati izmjena zraka u prostorijama okomiti kanali imaju zaklopke za podešavanje.

## Mehanička ventilacija
Mehanička ventilacija je prisilna izmjena zraka u zatvorenome prostoru kroz vertikalne kanale na mehanički pogon pomoću ventilatora. Takva ventilacija se izvodi u području s jakim vrtlogom vjetrova ili u razdoblju kad nema prirodne ventilacije odnosno kad nije dovoljno djelotvorna. Prednosti ovakve ventilacije su: ne ovisi o vremenskim uvjetima, veliki izbor opreme, mogućnost regulacije te je pojednostavljen proces projektiranja sustava. Nedostaci su veliki investicijski troškovi, velika potrošnja energije, recirkulacija zraka te problem buke.
Mehanička ventilacija dijeli se na: 
- odsisnu
- tlačnu
- odsisno-tlačnu

### Odsisna
Kod odsisno ventilacije prostorija se nalazi u podtlaku (tlaku manjem od okolišnog) čime se sprečava širenje lošeg zraka. Ventilator isisava zrak i izbacuje ga van. Primjenjuje se u kuhinjama (napa), kupaonicama itd.

### Tlačna
Tlačna ventilacija funkcionira na način da uređaji za tlačnu ventilaciju ubacuju vanjski zrak u prostor koji se ventilira. Prostorija se drži u pretlaku u odnosu na susjedne prostorije i okolinu, te je time spriječen dotok onečišćenog zraka u ventilirani prostor, odnosno višak zraka struji u susjedne prostorije ili prema okolini kroz prozore i vrata. Zimi je potrebno zrak koji se ubacuje u prostoriju zagrijati približno do sobne temperature pomoću grijača zraka. Osnovni dijelovi ventilacijske komore su ventilator, grijač i filtar zraka, te kanal za dovod zraka. Nedostatak tlačne ventilacije je nemogućnost povrata topline iz sobnog zraka. Ovaj tip ventilacije primjenjuje se u sobama, učionicama itd.

### Odsisno-Tlačna
Tlačna i odsisna ventilacija pogodna je za velike prostorije. Svježi zrak se ubacuje u prostoriju, dok se iskorišteni izbacuje van. Primjenjuje se za komfornu i industrijsku ventilaciju.

## Filtri za ventilacijske sustave
Filtar je dio opreme ventilacijskog sustava koji uklanja čestice zagađivača iz ventilacijskog zraka. Korištenjem filtra povećava se razina ugodnosti, ali povećavaju se i troškovi pogona i održavanja sustava. Postavljanjem filtra u ventilacijsku ili klima jedinicu provodi se, ne samo pročišćavanje zraka, nego i zaštita ostalih uređaja ugrađenih u sustav od nakupljanja i taloženja nečistoća. Time se posredno dodatno čuvaju elementi građevine od onečišćenja i oštećenja. Osnovni činilac u filtraciji zraka su filtarski materijali tj. Filtarski ulošci, ili kraće, filtri. Filtar kao finalni proizvod sastoji se od jednog, dva ili tri filtarska uloška, pri čemu zadnji ugrađen u nizu zovemo filtrom, a prethodne predfiltrima. Moderni filtri danas omogućuju zadržavanje čestica u širokom rasponu 0,1-500 μm.

Filtar za čestice treba imati tri važne osobine:
- visoka efikasnost- sposobnost uklanjanja čestica iz struje zraka
- veliki kapacitet zadržavanja prašine – određena količina prašine koju filtar zraka može zadržati u pogonu
- mali otpor strujanju zraka – pad statičkog tlaka na filtru

Osnovna podjela filtra po klasama vrši se prema europskim smjernicama i normama:
- Grubi filtar - predfiltar
- Fini filtar – prvi/drugi stupanj filtracije
- Apsolutni filtar – završni stupanj filtracije

### Grubi filtri
Grubi filtri vrše zadržavanje krupne prašine (čestice promjera 5-100 μm) i najčešće se koriste u klimatizaciji proizvodnih hala, kompresorskih stanica, za zaštitu električnih uređaja ili kao predfiltri u zahtjevnijim klima komorama (lakirnice, poslovne zgrade...)

### Fini filtri
Fini filtri vrše zadržavanje fine prašine (čestice promjera 0.3-5 μm) i koriste se u bolnicama, labaratorijima, elektranama, lakirnicama i drugdje.

### Apsolutni filtri
Apsolutni filtri vrše zadržavanje najfinije prašine (lebdeće čestice vrlo malog promjera <0.3 μm), te se najčešće koriste u operacijskm dvoranama, medicinskoj i farmaceutskoj industriji, sterilnim punionicama, pogonima za mikrotehnologiju i mikroelektroniku, u prehrambenoj industriji i drugim pogonima u kojima je potrebno ispuniti najviše zahtjeve za čistoću zraka.

## Posebne vrste ventilacije
Svaki podzemni objekt, rudnik, tunel ili podzemno odlagalište otpada, mora imati učinkoviti ventilacijski sustav. Bez takvog sustava nema zahvata u objektu, a ključna činjenica je sigurnost ljudi i mehanizacije. Učinkovito vjetrenje poboljšava produktivnost rudnika, odnosno napredovanje radova, omogućava odlaganje otpada i drugih zahvata za što je podzemni objekt namijenjen.

## Vanjske poveznice
- Ventilacija i klimatizacija Hrvatska tehnička enciklopedija, portal hrvatske tehničke baštine. LZMK